# ألكس كاتشو
ألكس كاتشو (بالإسبانية: Álex Cacho)‏ هو لاعب كرة قدم إسباني في مركز الدفاع، ولد في 3 سبتمبر 1987 في آغردا في إسبانيا. لعب مع نادي أونتينيينت ونادي سان أندرو ونادي سيستاو ريفر ونادي قرطاجنة.

## وصلات خارجية
- ألكس كاتشو على موقع قاعدة بيانات كرة القدم.إي يو (الإنجليزية)
- ألكس كاتشو على موقع Soccerway.com (الإنجليزية)